# Тернівська міська рада
Терні́вська міська́ ра́да — адміністративно-територіальна одиниця та орган місцевого самоврядування у Дніпропетровській області. Адміністративний центр — місто обласного значення Тернівка.

## Загальні відомості
- Тернівська міська рада утворена в 1976 році.
- Територія ради: 18 км²
- Населення ради: 28 928 осіб (станом на 1 серпня 2015 року)[1]
- Територією ради протікає річка Самара.

## Населені пункти
Міській раді підпорядковані населені пункти:
- м. Тернівка
- с. Зелена Долина

## Склад ради
Рада складається з 36 депутатів та голови.
- Голова ради: Тарелкін Віталій Вікторович
- Секретар ради: Шкут Жанна Анатоліївна

### Керівний склад попередніх скликань
| ПІБ                         | Основні відомості                                                       | Дата обрання | Дата звільнення |
| --------------------------- | ----------------------------------------------------------------------- | ------------ | --------------- |
| Бондар Євген Гаврилович     | Міський голова, 1957 року народження, член Партії регіонів              | 26.03.2006   | 31.10.2010      |
| Тарелкін Віталій Вікторович | Міський голова, 1959 року народження, освіта вища, член Партії регіонів | 31.10.2010   | 25.10.2015      |
| Тарелкін Віталій Вікторович | Міський голова, 1959 року народження, освіта вища, безпартійний         | 25.10.2015   |                 |

Примітка: таблиця складена за даними сайту Верховної Ради України та ЦВК

### Депутати VII скликання
За результатами місцевих виборів 2015 року депутатами ради стали:

#### За суб'єктами висування
| Суб'єкт висування                                          | Кількість обраних депутатів | %     |
| ---------------------------------------------------------- | --------------------------- | ----- |
| Політична партія «Опозиційний блок»                        | 20                          | 58.82 |
| Партія «Відродження»                                       | 3                           | 8.82  |
| Партія Блок Петра Порошенка «Солідарність»                 | 3                           | 8.82  |
| Політична партія Всеукраїнське об'єднання «Батьківщина»    | 2                           | 5.88  |
| Радикальна партія Олега Ляшка                              | 2                           | 5.88  |
| Політична партія «Громадянська позиція»                    | 2                           | 5.88  |
| Політична партія «Українське Об'єднання патріотів — УКРОП» | 2                           | 5.88  |

#### За округами
| № округу                                                   | Прізвище, ім'я, по батькові     | Дата нар.  | Освіта              | Партійна приналежність                                           | Відомості |
| ---------------------------------------------------------- | ------------------------------- | ---------- | ------------------- | ---------------------------------------------------------------- | --- |
| Політична Партія «Опозиційний блок»                        |                                 |            |                     |                                                                  | |
| пк                                                         | Лазуренко Сергій Іванович       | 23.09.1967 | вища                | член Політичної Партії «Опозиційний блок»                        | Шахтоуправління «Тернівське» ПАТ ДТЕК «Павлоградвугілля», дільниця № 5, начальник дільниці                                             |
| 3                                                          | Чернецька Ірина Анатоліївна     | 17.02.1975 | вища                | член Політичної Партії «Опозиційний блок»                        | Шахтоуправління «Тернівське» ПАТ ДТЕК «Павлоградвугілля», менеджер із взаємодії з місцевими органами влади, менеджер                   |
| 23                                                         | Романьков Володимир Ілліч       | 08.02.1958 | вища                | член Політичної Партії «Опозиційний блок»                        | Шахтоуправління «Тернівське» ПАТ ДТЕК «Павлоградвугілля», начальник зміни                                                              |
| 20                                                         | Холодов Костянтин Валентинович  | 21.11.1980 | вища                | член Політичної Партії «Опозиційний блок»                        | ПП «Благоустрій 21», директор |
| 18                                                         | Шкут Жанна Анатоліївна          | 20.01.1969 | вища                | член Політичної Партії «Опозиційний блок»                        | Тернівська міська рада, секретар |
| 21                                                         | Сергєєва Ганна Василівна        | 29.11.1958 | вища                | член Політичної Партії «Опозиційний блок»                        | пенсіонерка |
| 11                                                         | Айзатулов Віталій Володимирович | 31.12.1986 | вища                | член Політичної Партії «Опозиційний блок»                        | Шахтоуправління «Тернівське» ПАТ ДТЕК «Павлоградвугілля» дільниця № 3, машиніст гірничо-виїмкових робіт                                |
| 32                                                         | Васько Наталя Анатоліївна       | 09.05.1981 | вища                | член Політичної Партії «Опозиційний блок»                        | Гуртожиток № 12 міста Тернівка ТОВ «ДТЕК-Сервіс», завідувачка господарства                                                             |
| 2                                                          | Самойлова Олена Леонідівна      | 03.10.1963 | вища                | член Політичної Партії «Опозиційний блок»                        | «Навчально-курсовий комбінат» ПАТ ДТЕК «Павлоградвугілля», фахівець навчального пункту                                                 |
| 27                                                         | Ващенко Наталя Василівна        | 23.09.1974 | професійно-технічна | член Політичної Партії «Опозиційний блок»                        | Шахтоуправління «Тернівське» ПАТ ДТЕК «Павлоградвугілля», ділянку стаціонарного обладнання, машиніст насосних установок                |
| 9                                                          | Зубер Людмила Федорівна         | 01.01.1968 | вища                | член Політичної Партії «Опозиційний блок»                        | тимчасово не працює |
| 29                                                         | Слинько Ірина Петрівна          | 19.08.1960 | вища                | член Політичної Партії «Опозиційний блок»                        | Шахтоуправління «Тернівське» ПАТ ДТЕК «Павлоградвугілля», департамент з правового забезпечення, керівник                               |
| 7                                                          | Григорчук Олександр Васильович  | 15.06.1975 | вища                | член Політичної Партії «Опозиційний блок»                        | Шахтоуправління «Тернівське» ПАТ ДТЕК «Павлоградвугілля» дільниця № 3, начальник дільниці                                              |
| 14                                                         | Гурський Віктор Іванович        | 27.11.1962 | вища                | член Політичної Партії «Опозиційний блок»                        | Тернівська міська рада, заступник міського голови                                                                                      |
| 17                                                         | Пластунов Михайло Михайлович    | 25.04.1958 | загальна середня    | член Політичної Партії «Опозиційний блок»                        | пенсіонер |
| 16                                                         | Козаков Василь Васильович       | 24.10.1959 | вища                | член Політичної Партії «Опозиційний блок»                        | пенсіонер |
| 22                                                         | Дубін Дмитро Леонідович         | 15.02.1986 | вища                | член Політичної Партії «Опозиційний блок»                        | Шахтоуправління «Павлоградське» ПАТ ДТЕК «Павлоградвугілля», ділянка автоматики зв'язку інформаційних технологій, заступник начальника |
| 13                                                         | Чернов Антон Миколайович        | 01.05.1988 | вища                | член Політичної Партії «Опозиційний блок»                        | Комунальне підприємство «Тернівське житлово- комунальне підприємство» автотранспортний цех, заступник керівника                        |
| 4                                                          | Тимченко Микола Миколайович     | 21.05.1951 | вища                | член Політичної Партії «Опозиційний блок»                        | Шахтоуправління «Тернівське» ПАТ ДТЕК «Павлоградвугілля», технічний комплекс № 2, начальник дільниці                                   |
| 6                                                          | Ковальов Олександр Миколайович  | 22.06.1977 | вища                | член Політичної Партії «Опозиційний блок»                        | Шахтоуправління «Павлоградське» ПАТ ДТЕК «Павлоградвугілля», ділянка ремонтно-відновлювальних робіт, гірничий майстер                  |
| ПАРТІЯ "БЛОК ПЕТРА ПОРОШЕНКА «СОЛІДАРНІСТЬ»                |                                 |            |                     |                                                                  | |
| пк                                                         | Трачук Едуард Анатолійович      | 20.08.1969 | вища                | член ПАРТІЇ "БЛОК ПЕТРА ПОРОШЕНКА «СОЛІДАРНІСТЬ»                 | Товариство з обмеженою відпоідальністю "ТТВ-Сервіс, комерційний директор                                                               |
| 33                                                         | Худяков Валентин Миколайович    | 13.03.1970 | вища                | член ПАРТІЇ "БЛОК ПЕТРА ПОРОШЕНКА «СОЛІДАРНІСТЬ»                 | Фізична особа-підприємець |
| 31                                                         | Мамедов Гамлет Імам Гусейн Огли | 01.05.1957 | вища                | член ПАРТІЇ "БЛОК ПЕТРА ПОРОШЕНКА «СОЛІДАРНІСТЬ»                 | Комунальне підприємство «ТЖКП», директор                                                                                               |
| Партія «Відродження»                                       |                                 |            |                     |                                                                  | |
| пк                                                         | Миронов Юрій Володимирович      | 10.06.1962 | вища                | член Партії «Відродження»                                        | Приватне підприємство «Рубіж-центр», начальник служби                                                                                  |
| 24                                                         | Проховська Наталія Валеріївна   | 07.12.1977 | вища                | член Партії «Відродження»                                        | Відділ у справах сім'ї, молоді та спорту Тернівської міської ради, головний спеціаліст з фізичної культури і спорту                    |
| 12                                                         | Добродькін Олексій Михайлович   | 01.01.1982 | вища                | член Партії «Відродження»                                        | Фізична особа-підприємець |
| політична партія Всеукраїнське об'єднання «Батьківщина»    |                                 |            |                     |                                                                  | |
| пк                                                         | Меретова Елеонора Анатоліївна   | 09.05.1949 | професійно-технічна | член політичної партії Всеукраїнське об'єднання «Батьківщина»    | Тернівська міська організація ВО «Батьківщина», голова організації                                                                     |
| 30                                                         | Яцен Володимир Іванович         | 10.06.1962 | вища                | член політичної партії Всеукраїнське об'єднання «Батьківщина»    | ГО «Спілка інвалідів», член спілки інвалідів                                                                                           |
| Політична партія «Громадянська позиція»                    |                                 |            |                     |                                                                  | |
| пк                                                         | Пепель Ігор Володимирович       | 20.07.1964 | вища                | безпартійний                                                     | Фізична особа-підприємець ТОВ «НВП Вітал», директор                                                                                    |
| 25                                                         | Удовенко Ірина Олександрівна    | 07.06.1990 | вища                | член Політичної партії «Громадянська позиція»                    | Тернівське міське управління юстиції Дніпропетровської області, начальник                                                              |
| ПОЛІТИЧНА ПАРТІЯ «УКРАЇНСЬКЕ ОБ'ЄДНАННЯ ПАТРІОТІВ — УКРОП» |                                 |            |                     |                                                                  | |
| пк                                                         | Селезньов Сергій Володимирович  | 29.02.1956 | професійно-технічна | член ПОЛІТИЧНОЇ ПАРТІЇ «УКРАЇНСЬКЕ ОБ'ЄДНАННЯ ПАТРІОТІВ — УКРОП» | Фізична особа-підприємець |
| 7                                                          | Хроменков Володимир Сергійович  | 08.09.1986 | вища                | член ПОЛІТИЧНОЇ ПАРТІЇ «УКРАЇНСЬКЕ ОБ'ЄДНАННЯ ПАТРІОТІВ — УКРОП» | тимчасово не працює |
| Радикальна партія Олега Ляшка                              |                                 |            |                     |                                                                  | |
| пк                                                         | Погребняк Сергій Сергійович     | 11.03.1990 | професійно-технічна | член Радикальної партії Олега Ляшка                              | ТОВ «Телерадіокомпанія Західний Донбас», директор                                                                                      |
| 28                                                         | Талпе Микола Миколайович        | 26.09.1984 | вища                | член Радикальної партії Олега Ляшка                              | ВСП «Шахтоуправління Тернівське», гірничий майстер підземний                                                                           |

### Депутати
За результатами місцевих виборів 2010 року депутатами ради стали:

#### За суб'єктами висування
| Суб'єкт висування                                       | Кількість обраних депутатів | %    |
| ------------------------------------------------------- | --------------------------- | ---- |
| Партія регіонів                                         | 25                          | 69,4 |
| Політична партія Всеукраїнське об'єднання «Батьківщина» | 4                           | 11,1 |
| Комуністична партія України                             | 2                           | 5,6  |
| Політична партія «Сильна Україна»                       | 2                           | 5,6  |
| Народна Партія                                          | 1                           | 2,8  |
| Політична партія «Фронт Змін»                           | 1                           | 2,8  |
| Християнсько-ліберальна партія України                  | 1                           | 2,8  |

#### За округами
| № округу                                                | Прізвище, ім'я, по батькові         | Дата визнання обраним | Освіта             | Партійна приналежність                              | Відомості про обраного депутата                                                                                               |
| ------------------------------------------------------- | ----------------------------------- | --------------------- | ------------------ | --------------------------------------------------- | --- |
| Комуністична партія України                             |                                     |                       |                    |                                                     | |
| б/м                                                     | Хиля Микола Антонович               | 03.11.2010            | вища               | член Комуністичної партії України                   | пенсіонер |
| б/м                                                     | Гусак Віталій Михайлович            | 03.11.2010            | вища               | член Комуністичної партії України                   | пенсіонер |
| Народна Партія                                          |                                     |                       |                    |                                                     | |
| 18                                                      | Семеній Олексій Дем'янович          | 03.11.2010            | вища               | член Народної партії                                | фермерське господарство «Сад», директор                                                                                       |
| Партія регіонів                                         |                                     |                       |                    |                                                     | |
| б/м                                                     | Пойманов Микола Омелянович          | 03.11.2010            | середня            | член Партії регіонів                                | Первинна профспілкова організація шахти «Західно-Донбаська», заступник голови                                                 |
| б/м                                                     | Шкут Жанна Анатоліївна              | 03.11.2010            | вища               | член Партії регіонів                                | Тернівська міська рада, секретар                                                                                              |
| б/м                                                     | Малашенко Юрій Іванович             | 03.11.2010            | вища               | член Партії регіонів                                | ВАТ «Павлоградвугілля» "Шахта «Західно-Донбаська», начальник зміни                                                            |
| б/м                                                     | Палько Любов Миколаївна             | 03.11.2010            | вища               | член Партії регіонів                                | комунальний заклад Центральна міська лікарня м. Тернівка, заступник головного лікаря з експертизи тимчасової непрацездатності |
| б/м                                                     | Ільчишин Володимир Васильович       | 03.11.2010            | вища               | член Партії регіонів                                | відділ освіти Тернівського міськвиконкому, начальник відділу                                                                  |
| б/м                                                     | Задерей Володимир Силович           | 03.11.2010            | вища               | член Партії регіонів                                | науково-виробничий концерн «Західний Донбас», директор                                                                        |
| б/м                                                     | Шишов Валерій Васильович            | 03.11.2010            | вища               | член Партії регіонів                                | ВАТ «Павлоградвугілля» "Шахта «Західно-Донбаська», заступник генерального інженера з виробництва                              |
| б/м                                                     | Азаматов Рашид Ільдарович           | 03.11.2010            | вища               | член Партії регіонів                                | ВАТ «Павлоградвугілля», заступник головного директора по охороні праці                                                        |
| б/м                                                     | Гурський Віктор Іванович            | 03.11.2010            | вища               | член Партії регіонів                                | ВАТ «Павлоградвугілля» Шахта «Сташкова», заступник директора з соціальних питань                                              |
| б/м                                                     | Козаков Василь Васильович           | 15.12.2010            | вища               | член Партії регіонів                                | ВАТ «Павлоградвугілля» "Шахта «Тернівська», заступник директора з соціальних питань                                           |
| 1                                                       | Самойлова Олена Леонідівна          | 03.11.2010            | вища               | член Партії регіонів                                | шахта Дніпровська ВАТ «Павлоградвугілля», начальник відділу кадрів                                                            |
| 2                                                       | Лазуренко Сергій Іванович           | 03.11.2010            | вища               | член Партії регіонів                                | шахта Самарська ВАТ «Павлоградвугілля», начальник дільниці № 2                                                                |
| 4                                                       | Ковальов Олександр Миколайович      | 03.11.2010            | вища               | член Партії регіонів                                | шахта Самарська ВАТ «Павлоградвугілля», керівник дільниці                                                                     |
| 5                                                       | Григорчук Олександр Васильович      | 03.11.2010            | вища               | член Партії регіонів                                | шахта Дніпровська ВАТ «Павлоградвугілля», начальник дільниці                                                                  |
| 6                                                       | Романьков Володимир Ілліч           | 03.11.2010            | вища               | член Партії регіонів                                | шахта Західно-Донбаська ВАТ «Павлоградвугілля», начальник зміни                                                               |
| 7                                                       | Газізов Сергій Загітович            | 03.11.2010            | середня спеціальна | член Партії регіонів                                | шахта Західно-Донбаська ВАТ «Павлоградвугілля», начальник дільниці                                                            |
| 8                                                       | Шульгін Олександр Євгенович         | 03.11.2010            | вища               | член Партії регіонів                                | шахта Сташкова ВАТ «Павлоградвугілля», начальник дільниці № 2                                                                 |
| 9                                                       | Шалько Володимир Павлович           | 03.11.2010            | вища               | член Партії регіонів                                | пенсіонер |
| 10                                                      | Добровольський Микола Олександрович | 03.11.2010            | вища               | член Партії регіонів                                | шахта Самарська ВАТ «Павлоградвугілля», заступник директора з управлінні персоналом                                           |
| 11                                                      | Букреєв Олександр Олександрович     | 03.11.2010            | вища               | член Партії регіонів                                | шахта Західно-Донбаська ВАТ «Павлоградвугілля», заступник головного інженера                                                  |
| 12                                                      | Халявкіна Любов Василівна           | 03.11.2010            | вища               | член Партії регіонів                                | Центральна міська лікарня м. Тернівка, завідувачка терапевтичного відділення                                                  |
| 13                                                      | Черепаха Віктор Михайлович          | 03.11.2010            | вища               | член Партії регіонів                                | шахта Західно-Донбаська ВАТ «Павлоградвугілля», заступник директора по виробництву                                            |
| 14                                                      | Жестаков Іван Володимирович         | 03.11.2010            | вища               | член Партії регіонів                                | шахта Тернівська ВАТ «Павлоградвугілля», гірничий майстер                                                                     |
| 15                                                      | Черняк Пантелій Васильович          | 03.11.2010            | вища               | член Партії регіонів                                | комунальне підприємство Тернівське житлово-комунальне підприємство, головний інженер                                          |
| 16                                                      | Мамедов Гамлет Імам Гусейн огли     | 03.11.2010            | вища               | член Партії регіонів                                | комунальне підприємство Тернівське житлово-комунальне підприємство, директор                                                  |
| Політична партія Всеукраїнське об'єднання «Батьківщина» |                                     |                       |                    |                                                     | |
| б/м                                                     | Пепель Ігор Володимирович           | 03.11.2010            | вища               | член Всеукраїнського об'єднання «Батьківщина»       | приватний підприємець «Коваль Ю. О.», директор                                                                                |
| б/м                                                     | Удовенко Олександр Петрович         | 03.11.2010            | вища               | член Всеукраїнського об'єднання «Батьківщина»       | приватний підприємець «Коваль Ю. О.», начальник відділу економічної безпеки                                                   |
| б/м                                                     | Лебединська Оксана Олександрівна    | 03.11.2010            | вища               | член Всеукраїнського об'єднання «Батьківщина»       | приватний підприємець «Чалих В. В.», бухгалтер                                                                                |
| б/м                                                     | Лискова Тетяна Савелівна            | 03.11.2010            | вища               | член Всеукраїнського об'єднання «Батьківщина»       | ТОВ "Газета «Бегемот», менеджер                                                                                               |
| Політична партія «Сильна Україна»                       |                                     |                       |                    |                                                     | |
| б/м                                                     | Дудін Сергій Федорович              | 03.11.2010            | вища               | член Політичної партії «Сильна Україна»             | пенсіонер |
| б/м                                                     | Паршин Олег Олексійович             | 03.11.2010            | вища               | член Політичної партії «Сильна Україна»             | ТОВ «Майстер інвест», Тернівська філія, директор                                                                              |
| Політична партія «Фронт Змін»                           |                                     |                       |                    |                                                     | |
| 17                                                      | Сучков Олександр Сергійович         | 15.11.2010            | вища               | член Політичної партії «Фронт Змін»                 | приватний підприємець «Сучков О. С.», директор                                                                                |
| Християнсько-ліберальна партія України                  |                                     |                       |                    |                                                     | |
| 3                                                       | Колесник Роман Анатолійович         | 03.11.2010            | середня спеціальна | член Християнсько-ліберальної партії України (ХЛПУ) | шахта Західно-Донбаська ВАТ Павлоградвугілля, мГВМ                                                                            |